# Punta Harker
La punta Harker es una punta que marca el extremo sur de la isla Blanco, en las islas Sandwich del Sur. Apunta hacia el pasaje Forster, que separa a la isla Blanco de la isla de Bellingshausen. La Dirección de Sistemas de Información Geográfica de la provincia de Tierra del Fuego cita la punta en las coordenadas 59°04′05″S 26°31′47″O / -59.06806, -26.52972.
En esta punta y en la roca innominada al oeste se ubican dos de los puntos que determinan las líneas de base de la República Argentina, a partir de las cuales se miden los espacios marítimos que rodean al archipiélago.

## Historia
Fue nombrada en 1930 por el personal británico de Investigaciones Discovery a bordo del RRS Discovery II.
La isla nunca fue habitada ni ocupada, y como el resto de las Sandwich del Sur se encuentra bajo control del Reino Unido que la hace parte del territorio británico de ultramar de las Islas Georgias del Sur y Sandwich del Sur, y es reclamada por la República Argentina, que la hace parte del departamento Islas del Atlántico Sur dentro de la provincia de Tierra del Fuego, Antártida e Islas del Atlántico Sur.